# Campionati mondiali di sollevamento pesi 2017 - 62 kg maschile
Le gare di sollevamento pesi della categoria fino a 62 kg maschile — pesi piuma — dei campionati mondiali del 2017 si sono svolte dal 28 al 29 novembre 2017 ad Anaheim presso l'Anaheim Convention Center Arena.
Il 18 novembre 2021, quattro anni dopo la conclusione dei campionati mondiali, in base al riesame, con nuovi sistemi, delle analisi antidoping effettuate ai campionati europei di Adalia del 2012 – dove risultò negativo – Dimitris Minasidis venne trovato positivo agli steroidi anabolizzanti e squalificato – retroattivamente – dal gennaio del 2018 al gennaio del 2022. Il 10º posto ottenuto nel mondiale venne annullato.

## Programma
L'orario indicato corrisponde a quello californiano (UTC–08:00)
| Data             | Orario | Evento   |
| ---------------- | ------ | -------- |
| 28 novembre 2017 | 17:25  | Gruppo B |
| 29 novembre 2017 | 19:55  | Gruppo A |

## Medagliati
Per ciascun esercizio, i primi tre classificati sono i seguenti:
| Esercizio | Oro                | Oro    | Argento        | Argento | Bronzo            | Bronzo |
| --------- | ------------------ | ------ | -------------- | ------- | ----------------- | ------ |
| Strappo   | Trịnh Văn Vinh     | 136 kg | Han Myeong-mok | 135 kg  | Adhamjon Ergashev | 135 kg |
| Slancio   | Francisco Mosquera | 170 kg | José Montes    | 167 kg  | Antonio Vázquez   | 165 kg |
| Totale    | Francisco Mosquera | 300 kg | Yōichi Itokazu | 299 kg  | Shota Mishvelidze | 298 kg |

## Record
Prima di questa competizione, i record mondiali esistenti erano i seguenti:
| Record mondiale | Strappo | Kim Un-guk | 154 kg | Incheon, Corea del Sud | 21 settembre 2014 |
| Record mondiale | Slancio | Chen Lijun | 183 kg | Houston, Stati Uniti   | 22 novembre 2015  |
| Record mondiale | Totale  | Chen Lijun | 333 kg | Houston, Stati Uniti   | 22 novembre 2015  |

## Risultati
| Pos. | Atleta                             | Gr. | Peso atleta | Strappo (kg) | Strappo (kg) | Strappo (kg) | Strappo (kg) | Slancio (kg) | Slancio (kg) | Slancio (kg) | Slancio (kg) | Totale   |
| Pos. | Atleta                             | Gr. | Peso atleta | 1            | 2            | 3            | Pos.         | 1            | 2            | 3            | Pos.         | Totale   |
| ---- | ---------------------------------- | --- | ----------- | ------------ | ------------ | ------------ | ------------ | ------------ | ------------ | ------------ | ------------ | -------- |
|      | Francisco Mosquera (COL)           | A   | 61.85       | 130          | 135          | 136          | 6            | 166          | 170          | 172          |              | 300      |
|      | Yōichi Itokazu (JPN)               | A   | 62.00       | 130          | 130          | 134          | 5            | 161          | 165          | 170          | 4            | 299      |
|      | Shota Mishvelidze (GEO)            | A   | 62.00       | 130          | 130          | 135          | 4            | 148          | 157          | 163          | 5            | 298      |
| 4    | Adhamjon Ergashev (UZB)            | A   | 61.85       | 129          | 129          | 135          |              | 157          | 157          | 164          | 8            | 292      |
| 5    | Antonio Vázquez (MEX)              | A   | 61.97       | 122          | 122          | 126          | 8            | 165          | 170          | 170          |              | 291      |
| 6    | José Montes (MEX)                  | A   | 61.99       | 122          | 126          | 126          | 12           | 163          | 167          | 171          |              | 289      |
| 7    | Han Myeong-mok (KOR)               | A   | 61.90       | 135          | 135          | 137          |              | 153          | 153          | 160          | 10           | 288      |
| 8    | Hiroaki Takao (JPN)                | B   | 61.54       | 122          | 126          | 126          | 9            | 152          | 152          | 160          | 6            | 286      |
| 9    | Kao Chan-hung (TPE)                | B   | 61.85       | 125          | 130          | 130          | 7            | 150          | 155          | 160          | 9            | 285      |
| 10   | Ahmed Saad (EGY)                   | A   | 61.81       | 126          | 126          | 126          | 10           | 158          | 162          | 163          | 7            | 284      |
| 11   | Vladimir Urumov (BUL)              | A   | 61.94       | 125          | 125          | 129          | 11           | 150          | 161          | 162          | 11           | 275      |
| 12   | Cristhian Zurita (ECU)             | B   | 60.88       | 118          | 122          | 125          | 13           | 145          | 148          | 148          | 13           | 270      |
| 13   | Lại Gia Thành (VIE)                | B   | 58.94       | 115          | 118          | 120          | 15           | 146          | 149          | 153          | 12           | 267      |
| 14   | Faisal Al-Sulami (KSA)             | B   | 61.99       | 111          | 116          | 116          | 16           | 136          | 140          | 143          | 15           | 251      |
| —    | Trịnh Văn Vinh (VIE)               | A   | 61.85       | 130          | 134          | 136          |              | 165          | 165          | 166          | —            | —        |
| —    | Abbas Al-Abdulal (KSA)             | B   | 61.33       | 117          | 117          | 120          | 14           | 144          | 144          | 145          | —            | —        |
| —    | Patiphan Bupphamala (THA)          | B   | 61.54       | 115          | 115          | 115          | —            | 140          | 140          | 147          | 14           | —        |
| DSQ  | Dimitris Minasidis (CYP)           | A   | 61.96       | 126          | 131          | 135          | —            | 152          | 153          | 153          | —            | —        |
| —    | Olivier Heracles Matam (CMR)       | B   | ritirato    | ritirato     | ritirato     | ritirato     | ritirato     | ritirato     | ritirato     | ritirato     | ritirato     | ritirato |
| —    | Tojonirina Andriantsitohaina (MAD) | B   | ritirato    | ritirato     | ritirato     | ritirato     | ritirato     | ritirato     | ritirato     | ritirato     | ritirato     | ritirato |